# Mórichida
Mórichida là một thị trấn thuộc hạt Győr-Moson-Sopron, Hungary. Thị trấn này có diện tích 32,3 km², dân số năm 2010 là 837 người, mật độ 26 người/km².